# 78 Bit
I 78 Bit sono un gruppo musicale pop rock italiano.

## Storia
Formatisi alla fine degli anni '90 a Rimini su iniziativa di Massimiliano Pasini (autore nel 1996 di un singolo con lo pseudonimo Maps), dopo essere stati scoperti dai produttori Mauro Pilato e Max Monti ottengono un contratto discografico con la BMG, che pubblica il primo singolo 6:50 Espresso/Facciamo l'alba nel 2000; il successo arriva con il secondo, pubblicato l'anno dopo, Piangono i DJ.
Partecipano al Festival di Sanremo 2002 nella Sezione Giovani con il brano Fotografia, che si classifica al sesto posto e viene inserito nella raccolta SuperSanremo 2002.
Nello stesso anno pubblicano anche il secondo album e partecipano al Festivalbar 2002 con Chiara si spara (la musica rock), pubblicata anche su 45 giri in un'edizione promozionale per le radio.
Dopo un periodo di silenzio discografico e alcuni cambi di formazione il gruppo pubblica nel 2017 il nuovo singolo Baila movida, seguito nel 2018 da L'equatore in città e nel 2019 da Gli anni degli anni, con la partecipazione di Totò Schillaci.

## Formazione
- Stefano Serafini (detto "Pepe", nato a Rimini il 5 ottobre 1978): voce, chitarra
- Mario Fucili (nato a Rimini il 4 marzo 1978): voce, basso
- Daniel Valanti (nato a Fürstenfeldbruck il 29 maggio 1978): voce, tastiere
- Massimiliano Pasini (nato a Rimini il 29 maggio 1978): voce, batteria, tastiere

## Discografia

### Album
- 2002 - Contro la noia (BMG, 74321923722)

### Singoli
- 2000 - 6:50 Espresso/Facciamo l'alba (BMG, 74321776572)
- 2001 - Piangono i DJ/Capisco non capisco/6:50 espresso (BMG, 74321911482)
- 2002 - Fotografia (BMG, 74321925872)
- 2017 - Baila movida (E8 Records, 8056732539082)
- 2018 - L'equatore in città
- 2019 - Gli anni degli anni (con Totò Schillaci)

### Singoli da solista di Massimiliano Pasini
- 1996 - Sweet Love